# The Three Stooges Go Around the World in a Daze
The Three Stooges Go Around the World in a Daze est un film américain réalisé par Norman Maurer et sorti en 1963. C'est le cinquième long métrage avec le groupe Les Trois Stooges après leur regain de popularité dans les années 1960.

## Fiche technique
- Titre : The Three Stooges Go Around the World in a Daze
- Réalisation : Norman Maurer
- Scénario : Norman Maurer, librement inspiré du Tour du monde en 80 jours[1] de Jules Verne
- Production : Norman Maurer
- Photographie : Irving Lippman
- Musique : Paul Dunlap
- Montage : Edwin H. Bryant
- Genre : Comédie[2]
- Durée : 93 minutes
- Date de sortie : 21 août 1963 (États-Unis)

## Distribution
- Moe Howard : Moe
- Larry Fine : Larry
- Joe DeRita : Curly Joe
- Jay Sheffield : Phileas Fogg III
- Joan Freeman : Amelia Carter
- Walter Burke : Lory Filch
- Peter Forster : Vickers Cavendish / « Stuart »
- Maurice Dallimore : Inspecteur J. B. Crotchet
- Richard Devon : Maharajah
- Anthony Eustrel : Kandu
- Iau Kea : Itchi Kitchi
- Robert Kino : Charlie Okuma
- Phil Arnold : Referee
- Emil Sitka : Butler at Reformer's Club
- Laurie Main : a member of the Reformer's Club